# أبو إسحاق إبراهيم (بويهي)
عمدة الدولة أبو إسحاق إبراهيم كان أميرًا بويهيًّا، وهو الابن الأصغر للحاكم البويهي معز الدولة.

## الحياة

### العائلة والصراع مع الحمدانيين

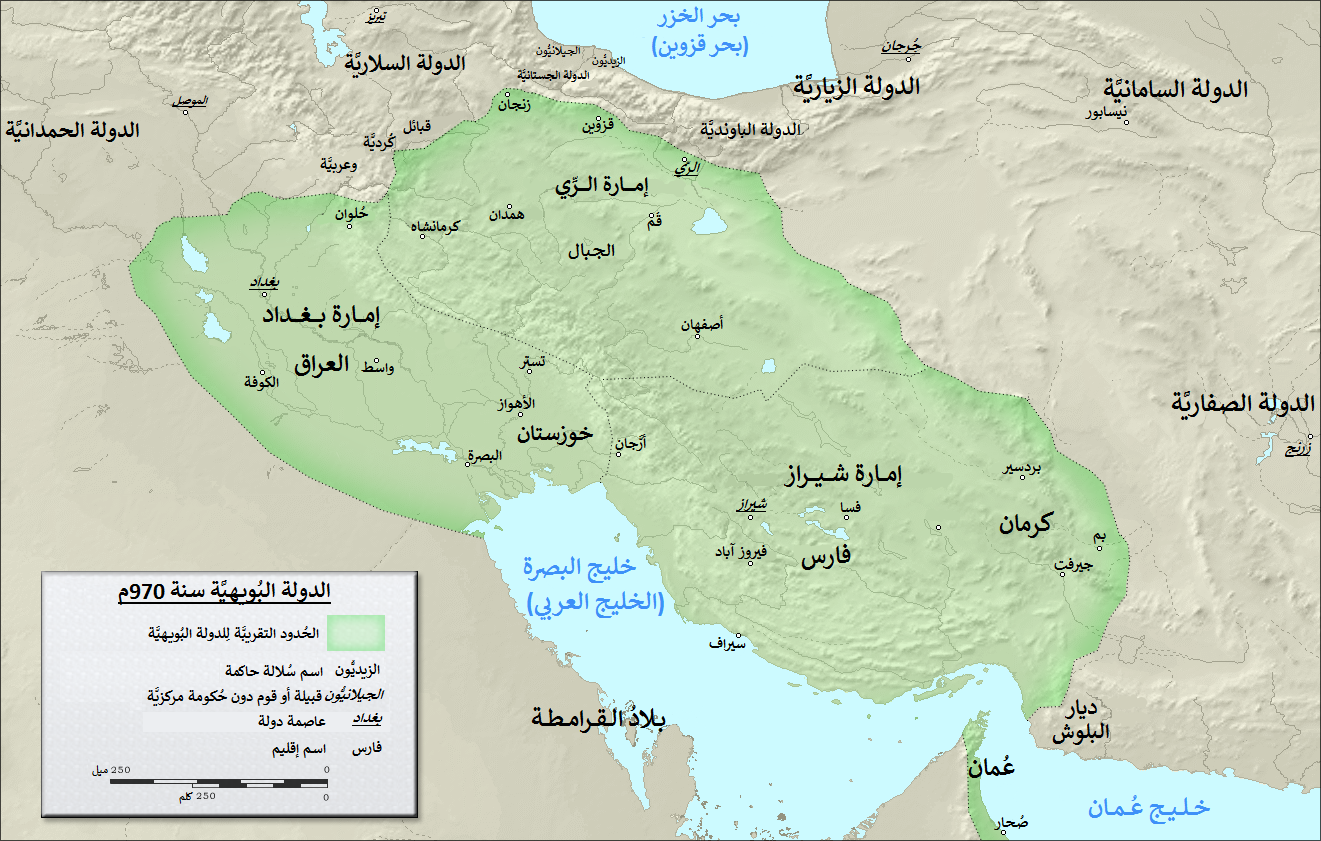
الإمارات البويهية حوالي عام 970 م.

وُلِد أبو إسحاق في 21 أيلول 953، وكان والده معز الدولة، بينما كانت والدته ابنة الضابط الديلمي إسباهدوست. كان لأبي إسحاق أربعة إخوة هم بختيار، وحبشي، ومرزبان، وأبو طاهر، وأخت اسمها زبيدة. كان أبو إسحاق في شبابه يتلقى دروسه في بغداد. في عام 967 م تُوفي معز الدولة وخلفه بختيار الذي أُطلق عليه حينها لقب "عز الدولة". في حوالي عام 972 م، حصل أبو إسحاق على اللقب الشرفي "عمدة الدولة".
في عام 973 م، بينما كان عز الدولة وقائده التركي سَبكتكين يقودان حملة في أراضي الحاكم الحمداني أبو تغلب، وهم دولة شيعية في عواصم العالم الإسلامي، وكانوا حُماة المسلمين من الغزو والغارات البيزنطية، تمكن الحمدانيون من التفوق على جيش البويهيين وساروا نحو بغداد. وتحصن أبو إسحاق مع أمه ومع الخليفة العباسي المطيع ومعهم نساء وأطفال المدينة في قلعة، في انتظار عودة سبكتكين إلى بغداد. وصل وزير عز الدولة ابن باقية إلى بغداد وساعد أبا إسحاق في تقوية دفاعات بغداد. وفي النهاية تم التوصل إلى معاهدة أدت إلى استعادة الموصل والمناطق المحيطة بها إلى الحمدانيين.

### ثورة سبكتكين
بعد أشهر، حاول عز الدولة، الذي كان يعاني من ضائقة مالية، حلها بالاستيلاء على الإقطاعيات التركية، ومعظمها في خوزستان. وفي الوقت نفسه، عزل سبكتكين من منصبه. أدت هذه الإجراءات إلى عداء معظم الجيش لعز الدولة، وبينما كان عز الدولة بعيدًا عن بغداد، رغب الجيش بقيادة سبكتكين في تنصيب أبي إسحاق حاكمًا بويهيًا جديدًا للعراق. تلقى أبو إسحاق هذه الأخبار بعد فترة وجيزة، وفكر في البداية في الانضمام إليهم، ولكن بعد إلحاح من والدته، رفض العرض.
وبعد فترة وجيزة تمرد الجيش علانية، ثم عقد أبو إسحاق مع والدته وشقيقه أبو طاهر، بما في ذلك أتباعهما، اتفاقًا مع سبكتكين لوقف المقاومة في مقابل سلامتهم والسكان. وتمكن الثوار بعد فترة وجيزة من الاستيلاء على بغداد، ثم توجهوا نحو واسط، حيث حصَّن عز الدولة نفسه. أثناء الحصار، توفي سبكتكين، وخلفه ألبتكين كزعيم للمتمردين.
ولحسن حظ عائلة عز الدولة، وصل إلى العراق ابن عمه عضد الدولة، حاكم فارس، الذي أمره والده ركن الدولة بمساعدة عز الدولة، وفي عام 974 م، تقدم مع عز الدولة وأبو إسحاق، بما في ذلك ضباط آخرون، نحو المدائن، وبحلول عام 975 هُزم المتمردون تمامًا. وبعد أن تم الأمر في العراق، أُعطي أبو إسحاق خلعةً من ركن الدولة. وعُين حاكمًا للأهواز من عز الدولة.

خريطة ولايات الشام في العصر الإسلامي المُبكر

### غزوة عضد الدولة والهروب إلى الشام
في عام 976، بعد وفاة ركن الدولة، اندلعت الحرب بين عز الدولة وعضد الدولة. أُرسل أبو إسحاق إلى عسكر مكرم في خوزستان لتأمين جبهة مملكة عز الدولة. في هذه الأثناء، كان عضد الدولة يتقدم نحو رامهرمز، حيث هزم جيش المدينة واستولى عليها. وبعد تلقيه نبأ سقوط رامهرمز، أمر عز الدولة أبا إسحاق بالانسحاب من عسكر مكرم والعودة إلى العراق. ثم تقدم عضد الدولة نحو العراق، وهزم جيشًا آخر، مما أجبر أبا إسحاق وأخاه وابن باقية على الفرار من الحدود.
تمكن عضد الدولة في النهاية من الاستيلاء على بغداد، وسمح لعز الدولة وإخوته بالاستقرار في الشام. ثم ذهب عز الدولة مع ابنه مرزبان بن بختيار وإخوته أبو إسحاق وأبو طاهر إلى دمشق، التي استولى عليها المتمرد ألبتكين وأتباعه. استقبل ألبتكين الإخوة البويهيين وأتباعهم بحفاوة بالغة، ثم أدخلهم بعد ذلك في صراعه مع الخلافة الفاطمية في مصر. اندلعت معركة بعد فترة وجيزة في الرملة. ومع ذلك، أثناء المعركة، خان مارزوبان ألبتكين وتخلى عن ساحة المعركة.
هُزمت قوات ألبتكين سريعًا، وقُتل أبو طاهر، بينما أُسر أبو إسحاق على يد الفاطميين. وبعد هذه الحادثة لم يعد هناك أي مصدر يذكر لأبي إسحاق حتى وفاته سنة 994/95 م.